# Berglbach
Der Berglbach ist der Oberlauf der Moosach im Gemeindegebiet von Oberschleißheim. Er gehört zum Flusssystem der Isar.
Der Bach entsteht als Ausleitung aus dem Schleißheimer Kanal, durchfließt einen Teich und weiter in Richtung Weiler Bergl.
In etwa ab dem Einserteilgraben heißt das Gewässer Moosach.

## Trivia
Der Berglbach war zeitweise durch Giftstoffe verschmutzt und musste von der Feuerwehr gereinigt werden.

## Galerie

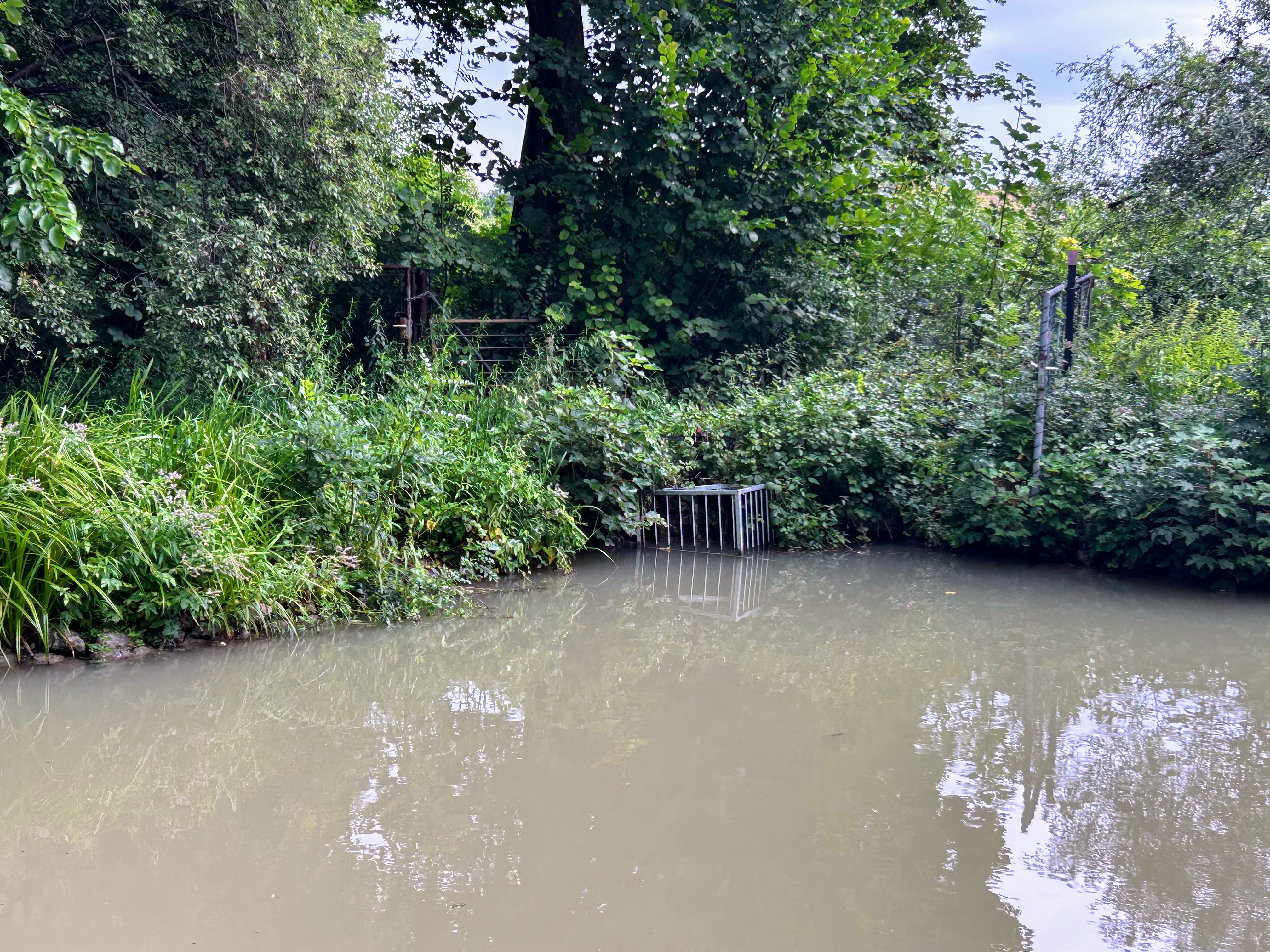
Entstehung des Berglbachs als Abzweig aus dem Schleißheimer Kanal